# Ctenocompa ptochodoxa
Ctenocompa ptochodoxa är en fjärilsart som beskrevs av Edward Meyrick 1934. Ctenocompa ptochodoxa ingår i släktet Ctenocompa och familjen säckspinnare. Inga underarter finns listade i Catalogue of Life.